# Lungotevere dei Sangallo
Il lungotevere dei Sangallo è il tratto di lungotevere che collega ponte Mazzini a ponte Principe Amedeo Savoia Aosta, a Roma, nei rioni Ponte e Regola.
Il lungotevere è dedicato ai quattro Da Sangallo (Antonio Giamberti, Giuliano, Francesco e Antonio Cordini), architetti fiorentini che operarono nella città capitolina; è stato istituito con delibera del 20 luglio 1887.
Vi si affaccia il retro di alcuni palazzi che prospettano su via Giulia o sugli isolati adiacenti: le Carceri Nuove, l'Oratorio del Gonfalone, via Bravarìa.